# 韓說 (東漢)
韓說（？—？），字叔儒，會稽郡山陰縣人（今浙江省紹興市）人，博通《五經》，善長圖緯之學。

## 生平
韓說被舉薦爲孝廉。韓說與議郎蔡邕是好友。由於韓說經常陳報禍患災難，奏賦、頌、連珠。不久升任爲侍中。
熹平年間，韓說與馬日磾、蔡邕、盧植、楊彪等著作東觀，補續《東觀漢記》。
熹平四年（公元175年），蔡邕與五官中郎將堂谿典、光祿大夫楊賜、諫議大夫馬日磾、議郎張馴、韓說、太史令單颺等，奏請正定《六經》文字。漢靈帝准奏，蔡邕親自寫在碑上，讓工人刻好立在太學門外。
光和元年（公元178年）十月，韓說對漢靈帝說，三十日必有日食，請求百官嚴裝等待。漢靈帝聽從，果然如同韓說所言。
中平二年（公元185年）二月，韓說上奏封事，說某日宮中會有災難。到了預料的那一天，南宮果然發生大火。後來韓說被任命為江夏太守，因公事被免官。七十歲在家中去世。

## 延伸阅读
[在维基数据编辑]
 《後漢書/卷82下》，出自范晔《後漢書》